# Atticus Lish
Œuvres principales
- Parmi les loups et les bandits

Atticus Lish, né en 1972 à New York, est un écrivain américain. Il est le fils de Gordon Lish (en), le célèbre éditeur de Raymond Carver.

## Œuvres

### Roman
- Parmi les loups et les bandits, Buchet/Chastel, 2016 ((en) Preparation for the Next Life, Tyrant Books (en), 2014), trad. Céline Leroy, 560 p.  (ISBN 978-2283029251)PEN/Faulkner Award 2015
- Le Monde de la berge fleurie, Buchet/Chastel, 2023 ((en) The War for Gloria, Alfred A. Knopf, 2021), trad. Céline Leroy, 632 p.  (ISBN 978-2-267-05056-1)

### Autre
- (en) Life is With People, Tyrant Books (en), 2011Livre inclassable, entre le roman graphique et le carnet de croquis